# Mary Kelly (artiste)
Pour les articles homonymes, voir Kelly.
Mary Kelly, née le 7 juin 1941, est une artiste féministe américaine, liée à l'art conceptuel. L'analyse marxiste féministe de la division sexuelle du travail et la psychanalyse sont au cœur de ses préoccupations et de son œuvre. 

## Biographie
Mary Kelly étudie les beaux-arts et la musique au College of Saint Teresa, à Winona (Minnesota). Elle poursuit ses études en beaux-arts et esthétique à l’institut Pie XII à Florence. En 1970, elle est diplômée du Central Saint Martins College of Arts and Design de Londres. Elle rencontre dans le mouvement féministe émergent à Londres la psychanalyste féministe Juliet Mitchell et Laura Mulvey, théoricienne féministe du cinéma qui définit le male gaze. Mary Kelly soutient qu’il n’existe pas de construction féminine en dehors des institutions sociales que sont la famille, le langage et la loi. En 1989, elle quitte Londres pour New York. Mary Kelly contribue au discours du féminisme et du postmodernisme à travers ses installations narratives à grande échelle et ses écrits théoriques. Le travail de Mary Kelly se situe entre l'art conceptuel et les préoccupations plus intimes des artistes des années 1980,.   
Elle est professeure d'art à l'Université de Californie à Los Angeles, où elle est responsable du studio interdisciplinaire, un domaine qu'elle a initié pour les artistes engagés dans des œuvres réalisées in situ, des œuvres collectives et des projets. 
En 2017, Mary Kelly est nommée à la chaire Judge Widney à la USC Roski School of Art and Design de l'Université de Californie du Sud,.

## Réalisations
Le travail de Mary Kelly est basé sur des projets sous la forme d'installations narratives à grande échelle. Les projets qu'elle réalise dans les années 1970 sont basés sur ses expériences de grossesse et d’éducation des enfants. Antepartum  en 1973, est une seule photo de l'artiste caressant son abdomen pendant que son bébé à naître bouge. Post-Partum Document  (1973-1979) est un projet sur six ans qui comporte des éléments personnels et théoriques afin de documenter la relation mère-enfant. 
Présenté pour la première fois à l'ICA de Londres en 1976, le Post-Partum Document est composé de six sections et de 135 unités, accompagnées de plusieurs essais et notes de bas de page, constituées de différents objets de la vie du fils nouveau-né de Mary Kelly. Elle documente en détail tout ce que son fils fait, mange, expulse et elle tient le  journal de la pensée de l'artiste. Post-Partum Document comporte des couches en tissu usagées, des tableaux d'alimentation et des éléments de langage documentés par Mary Kelly,. Chaque documentation est composée de matériaux distincts et soigneusement répertoriés. Documentation I, par exemple, comprend six couches lavables du fils de Mary Kelly, associées à son texte. Ce sujet inhabituel provoque scandale et controverse lors de la première exposition, car certains spectateurs estiment qu’il n’est pas approprié de présenter des excréments sur des couches usagées dans une galerie d’art. Documentation III est une transcription des conversations que Mary Kelly a avec son enfant, de son discours en tant que mère et de la localisation de la conversation dans un intervalle de temps spécifique. Le dessin de son enfant s'ajoutant à une documentation minutieuse souligne le caractère interactif de la série et le fait que la relation entre un enfant et sa mère peut être "difficile et complexe" au lieu d'être uniquement sentimentale. Dans cette série, Mary Kelly s’adapte au fil du temps en tant que mère avec son enfant. Documentation VI est une tablette ressemblant à la Pierre de Rosette avec trois sections  : la première est formée des essais de son fils pour écrire la lettre « e », la description manuscrite de ce processus et un extrait de son journal tapé à la machine. Selon l'historienne de l'art Lucy Lippard, le Post-Partum Document « décrit l'ingérence sociale dans la relation idéale entre la mère et l'enfant (ou l'artiste et l'objet) en termes de désir, de présence et d'absence ». Pour Lucy Lippard et d'autres historiens de l'art, ce projet doit être envisagé dans le cadre d'un discours féministe sur la prise de conscience, le travail collaboratif et les discussions sur la division sexuelle du travail. Mary Kelly a réalisé cette œuvre au cours de la deuxième vague du féminisme, qui se concentre sur la manière dont les femmes réalisent les tâches ménagères. Post-Partum Document est une œuvre d'art féministe remarquable, car il s'agit d'une représentation pertinente de la signification de la maternité pour les femmes contemporaines. De plus, Post-Partum Document adopte un regard distancié et apparemment objectif en tant que mère et aborde la question de la création de la subjectivité, ce que de nombreux artistes masculins de l'époque de Mary Kelly ont évité. 
Au cours des années 1980 et jusqu’à nos jours, les projets de Mary Kelly continuent de poser des questions sur la pratique théorique et la subjectivité. Dans son œuvre monumentale, Interim  (1984–89), Mary Kelly traite de la mémoire collective des femmes. Son objet est de préciser les discours qui définissent et régulent les identités féminines. Malgré l’absence de corps féminin dans ce projet, Emily Apter écrit que les vêtements dans Interim, ainsi que dans les autres projets de Mary Kelly, montrent que « la représentation et l’exemplarité sont garanties par les vestes in bondage ». 
Un autre projet, Gloria Patri  en 1992, s’appuie sur des archives de documents trouvés lors de la première guerre du Golfe, pour s’interroger sur la manière dont la violence des événements internationaux affecte les vies individuelles. 
Dans la ballade de Kastriot Rexhepi  en 2001, des panneaux de peluches formés dans un séchoir domestique sont réunis pour former des vagues ondulantes qui racontent l’histoire d’un enfant abandonné pendant la guerre du Kosovo. L'historienne de l'art Griselda Pollock a écrit que « ce schéma de répétition et d'inversion évoque à la fois un registre visuel d'ondes sonores et des images de pouls et de flux, tout en rappelant la structure de la vie biologique, l'hélice » . Griselda Pollock situe ce projet comme une intersection entre le matériau, virtuel et indiciel. La Ballade de Kastriot Rechepi « évoque l’effet visuel photographique sans aucune image, ni mise en scène ».  Dans le cadre de ce travail, Mary Kelly a chargé le compositeur Michael Nyman de créer une partition pour la ballade interprétée par la soprano Sarah Leonard et le Nyman Quartet lors de l'inauguration de l'exposition au Santa Monica Museum of Art. En 2004, Mary Kelly crée une pièce intitulée Circa 1968. Cet ensemble de travaux ramène le mouvement de la manifestation de 1968 d’étudiants universitaires à Paris. Semblable à la Ballade de Kastriot Rexhepi, cette pièce est composée de charpie de machine à sécher le linge et nécessite plus de 10 000 brassées de linge pour acquérir suffisamment de peluche à produire. L'installation est projetée sur le mur pour susciter des interrogations sur le passé récurrent, l'avenir et l'héritage de ces événements. Pour Love Songs en 2005, Mary Kelly fait appel à de jeunes femmes intéressées par l'héritage et la philosophie du mouvement féministe pour reproduire des photographies historiques de manifestations environ trente ans après leur prise. Ses "remixes" sont juste assez approximatifs pour permettre de réelles différences entre les versions, mais assez similaires pour suggérer des continuités littérales et métaphoriques. 

## Expositions sélectionnées
- Post-Partum Document ( 1973-1973 ), Institute of Contemporary Arts,  1976
- Intérim, New Museum of Contemporary Art, New York,  1990[28]
- Generali Foundation, Vienne, 1998
- Institute for Contemporary Art Londres, 1993
- WACK! Art and the Feminist Revolution, Washington, 2007
- Mary Kelly: Projects, 1973-2020 , Whitworth Gallery de Manchester, au Royaume-Uni, en 2011 [29],[30]

## Publications
- Document post-partum, Routledge & Kegan Paul, 1983, réimpression en anglais et allemand, Fondation Generali, Vienne et Presses de l'Université de Californie, Berkeley, 1998
- Imaging Desire, MIT Press, 1996
- Pecunia Olet, Top Stories, New York 1989